# Очковая каравайка
Очко́вая карава́йка (лат. Plegadis chihi) — американская птица из семейства ибисовых.

## Описание
Очковая каравайка очень похожа на каравайку. У преимущественно тёмной птицы с коричневое, блестящее пурпурное оперение. Крылья и хвост имеют металлический отблеск. Она отличается от каравайки белой областью вокруг клюва.

## Распространение
Очковая каравайка гнездится на западе США, в Мексике, на юго-востоке Бразилии и Боливии, а также в центре Аргентины и Чили.